# Governatorato di Hajja
Ḥajja (in arabo حجة‎?) è il nome di un governatorato dello Yemen.